# Charlot la bal
Charlot la bal (în engleză Tango Tangles) este un film american de comedie din 1914 produs și regizat de Mack Sennett. În rolurile principale interpretează actorii Charlie Chaplin, Ford Sterling, Roscoe 'Fatty' Arbuckle, Chester Conklin și Minta Durfee.

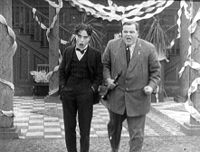
Chaplin şi Arbuckle

## Distribuție
- Charles Chaplin - Tipsy Dancer
- Roscoe Arbuckle - Clarinettist
- Ford Sterling - Band leader
- Chester Conklin - Guest in Police Costume
- Minta Durfee - Guest
- Charles Avery	... Guest in Straw Hat (nemenționat)
- Glen Cavender	... Drummer in band / Guest in Cone Hat (nemenționat)
- Alice Davenport	... Guest with Man in Overalls (nemenționat)
- Billy Gilbert	... Guest in cowboy hat (nemenționat)
- William Hauber	... Flutist (nemenționat)
- Bert Hunn	... Guest (nemenționat)
- George Jeske	... Cornet Player / Guest with Bow Tie (nemenționat)
- Edgar Kennedy	... Dance Hall Manager (nemenționat)
- Sadie Lampe	... Hat Check Girl (nemenționat)
- Hank Mann	... Guest in Overalls (nemenționat)
- Harry McCoy	... Piano Player (nemenționat)
- Rube Miller	... Guest Pushed Away (nemenționat)
- Dave Morris	... Dance Organizer (nemenționat)
- Eva Nelson	... Guest with Man in Cone Hat (nemenționat)
- Frank Opperman	... Clarinetist / Guest (nemenționat)
- Peggy Pearce	... Guest (nemenționat)
- Al St. John	... Guest in Convict Costume (nemenționat)